# Alpine A350
La Alpine A350 era una monoposto di Formula 1 creata congiuntamente dalla Gordini e Alpine su richiesta della Renault, prodotta tra il 1967 e il 1968 e utilizzata nel Gran Premio di Francia 1968.

## Descrizione
Spinta dall'azienda francese Elf, la Alpine decise di entrare in Formula 1 costruendo a Dieppe una monoposto e chiamandola A350. Progettata da Richard Bouleau e da alcuni ingegneri Michelin, venne dotata di un innovativo sistema di sospensioni semi-indipendenti simile al moderno "push rod" con i bracci trasversali anteriori disposti a formare un parallelogramma che riducevano il rollio e mantenevano l'assetto della vettura piatto durante la percorrenza in curva. Venne collaudata sulle piste di Zolder e Zandvoort da Mauro Bianchi e lui stesso dichiarò che la manovrabilità della monoposto era "straordinaria". A spingere la A350 c'era un motore della Gordini da 3,0 litri con architettura V8 dalla potenza di circa 310 CV.
Mentre la vettura stava per essere schierata per disputare il Gran Premio di Francia 1968, la Renault che controllava parte della Alpine, si oppose alla partecipazione, giudicando il motore V8 fornito dalla Gordini non all'altezza delle altre vetture a causa di una potenza inferiore di circa 100 CV rispetto al coevo Cosworth DFV utilizzato su gran parte delle altre monoposto e che la Formula 1 non rientrava nei piani del programma competizioni della Renault.
Il progetto quindi venne abbandonato e l'unica A350 prodotta venne in seguito distrutta.